# Mamata Bako Djaouga
 (septembre 2024).
Mamata Bako Djaouga est une personnalité politique béninoise.

## Biographie
Mamata Bako Djaouga est l'ancienne directrice de la loterie nationale du Bénin,. Le 22 octobre 2008, à la suite d'un nouveau remaniement ministériel opéré par le président de la République du Bénin Boni Yayi, elle devient ministre de l'Artisanat et du Tourisme,,.